# Un mondo di misteri
Un mondo di misteri (titolo originale: Mundo Misterio) è una serie televisiva brasiliana, di carattere educativo. Ideata da Felipe Castanhari, è stata trasmessa da Netflix nel 2020.
Il programma, che mescola fiction e divulgazione storica-scientifica, si basa su video precedentemente postati su Internet da Castanhari, ai tempi in cui egli era noto essenzialmente come youtuber. 